# Erich Peter
Erich Peter (19 de setembro de 1920 - KIA, 25 de abril de 1945) foi um piloto alemão da Luftwaffe durante a Segunda Guerra Mundial. Voou mais de 570 missões de combate, nas quais pelo menos 25 tanques inimigos. Faleceu quando o avião onde viajava foi atacado e abatido por um caça russo. Está enterrado em Berlim.